# Jean-Philippe Lauer
Jean-Philippe Lauer (París, 7 de mayo de 1902-Ib., 15 de mayo de 2001) fue un arquitecto y arqueólogo francés. Trabajó en el yacimiento egipcio de Saqqara desde 1926 hasta el año de su muerte.

## Biografía
Lauer nació el 7 de mayo de 1902 en el XVI Distrito de París. De familia burguesa de origen alsaciano, estudió arquitectura y aparentemente nada le predisponía hacia la actividad de egiptólogo.
Su pariente, Jacques Hardy, arquitecto afincado en Egipto, le aconseja presentarse en este país, por la situación que afecta al sector después la Gran Guerra, pues Pierre Lucien Lacau, jefe del servicio de Antigüedades, buscaba a un joven arquitecto para ayudar a Cecil Mallaby Firth en Saqqara. Presenta su candidatura y Lacau le propone un contrato de ocho meses. 
Llega a Egipto en 1926. Se pone de acuerdo con Firth, que en 1928 todavía está en Saqqara. Conoce a Margarita Jouguet, cuyo padre, eminente helenista, que no tenía ninguna razón para ser nombrado director del Instituto francés de arqueología oriental, acaba siendo elegido, por su buen carácter, con el fin de hacer cesar los conflictos entre eruditos. 
Contrae matrimonio el 1 de octubre de 1929 en París, con la que se conocerá bajo el diminutivo de Mimi. Firth muere y James Edward Quibell lo sustituye. En 1936, el contrato de Lauer no se renueva, pero finalmente se arregla. 

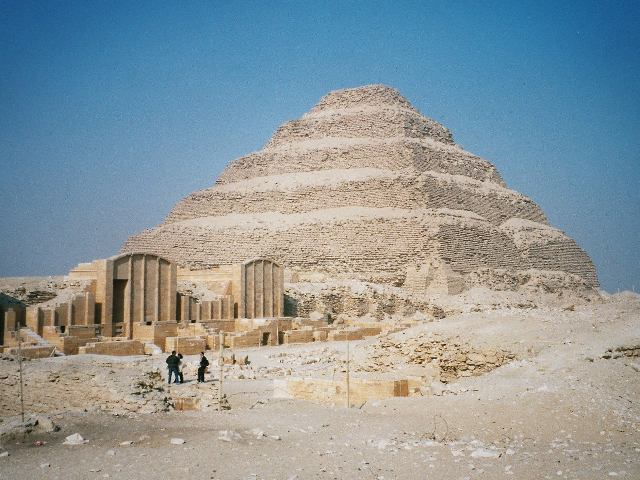
Complejo de la pirámide de Saqqara.

De 1926 a 2001, año de su muerte, Jean-Philippe Lauer va a trabajar sin cesar en Saqqara para hacer visible la magnificencia del lugar, no cesando las excavaciones, por obligación, hasta la llegada al poder de Nasser, antes de poder volver de nuevo sobre el lugar. 

Frente a ese increíble monumento sentí una atracción irresistible, una fascinación repentina y una curiosidad inconmensurable.
Lauer

Durante setenta años desentierra restos en las más de 15 hectáreas del vasto complejo funerario de Dyeser en torno a la pirámide escalonada de Saqqara, la obra cumbre de Imhotep: muros calizos del recinto, columnata de entrada, patio del Heb Sed, templo funerario norte, casa del sur, y otros edificios. Además acomete su reconstrucción hasta donde puede mediante el método de la anastilosis: los bloques recuperados por la excavación se recolocan en su posición original y si falta alguno esencial se rehace con piedra distinta de modo que se reconozca claramente. 
Excavó también el complejo funerario de Dyeser, bajo el suelo, y restauró la habitación de cerámicas azules. También reconstruyó una parte del templo del ka de Dyeser, cercano a la única puerta de entrada del complejo.
También en Saqqara, excavó el templo funerario de Userkaf (quinta dinastía) en 1948-1955, y nuevamente en 1976-1978, en esta segunda ocasión junto a Audran Labrousse. Trabajó en el interior de la pirámide de Teti (sexta dinastía) en 1951-1956, junto a Jean Sainte Fare Garnot, e investigó su templo funerario en 1965, junto a Jean Leclant. A partir de 1964 exploró la pirámide inacabada de Sejemjet (tercera dinastía). En 1966-1973 desescombró y restauró el interior de la pirámide de Pepi I (sexta dinastía) junto a Jean Leclant; en 1971-1973 realizó la misma tarea en el interior de la pirámide de Merenra I (sexta dinastía). En 1974-1975 trabajó junto a Jean Leclant en la pirámide de Unis (quinta dinastía).
En la necrópolis de Guiza, excavó en 1947 el templo funerario de Keops (cuarta dinastía). En 1962 examinó la pirámide de Zawyet el-Maiyitin, unos 200 km al sur de Guiza y 8,5 km al sur de Menia, posiblemente de la tercera dinastía.
Durante 1984-1987 estudio junto con Claudio Neumann y Jorge Roberto Ogdon una nueva teoría sobre la construcción de la Gran pirámide.
Jean-Philippe Lauer obtuvo las mayores distinciones, como ser nombrado «Grand-officier de la Légion d'honneur», «Commandeur de l'Ordre National du Mérite», de l'«Ordre des Palmes académiques», de l'«Ordre des Arts et Lettres»; también «Grand-officier dans l'Ordre de la République d'Égypte» y «Officier de la couronne d'Italie».

## Publicaciones
- La pyramide à degrés, l’architecture, Fouilles à Saqqarah, Service des antiquités de l'Égypte, El Cairo, 1936
- La pyramide à degrés, compléments, Fouilles à Saqqarah, Service des antiquités de l'Égypte, El Cairo, 1939
- Le temple funéraire de Khéops à la grande pyramide de Guizèh, n°46, ASAE, Le Caire, 1947
- Études complémentaires sur les monuments du roi Djoser à Saqqarah, cahier 9, Supplément, ASAE, El Cairo, 1948
- Le problème des pyramides d'Égypte, traditions et légendes, Bibliothèque historique, Payot, Paris, 1948
- Note complémentaire sur le temple funéraire de Khéops, n°49, ASAE, El Cairo, 1949
- Con Ch. Picard, Les statues ptolémaïques du Sarapieion de Memphis, n.º 3, Publications d'art et d'archéologie de l'université de Paris, PUF, Paris, 1955
- Le temple haut de la pyramide du roi Ouserkaf à Saqqarah, n°53, ASAE, Le Caire, 1956
- Con Pierre Lacau, Fouilles à Saqqarah. La pyramide à degrés, Inscriptions gravées sur les vases, 2 fasc., PIFAO, El Cairo, 1959
- Observations sur les pyramides, Bibliothèque d’étude, n°30, IFAO, El Cairo, 1960
- Histoire monumentale des pyramides d'Égypte, Les pyramides à degrés, n°39, BdE, IFAO, El Cairo, 1962
- Con Pierre Lacau, Fouilles à Saqqarah. La pyramide à degrés, Inscriptions à l'encre sur les vases, PIFAO, El Cairo, 1965
- Sur la pyramide de Meïdoum et les deux pyramides du roi Snéfrou à Dahshour, n°36, Orientalia, Roma, 1967
- Raison première et utilisation pratique de la grande galerie, dans la pyramide de Khéops, n°12, Beiträge Bf, Festschrift ricke, Wiesbaden, 1971
- Con Jean Leclant, Mission archéologique de Saqqarah, le temple haut du complexe funéraire du roi Téti, bibliothèque d’étude, n°51, IFAO, El Cairo, 1972
- Remarques sur la planification de la construction de la grande pyramide, à propos de : The investment process organization of the Cheops pyramids, por W.Kozinnnski, n°73, BIFAO, El Cairo, 1973
- Le mystère des pyramides, Presse de la cité, Paris, 1974
- Nouvelles recherches à la pyramide de Mérenrê, n°53 et n°54, BIE, El Cairo, 1974
- Con Audran Labrousse y Jean Leclant, Mission archéologique de Saqqarah. Le temple haut du complexe funéraire du roi Ounas, n°73, BdE, IFAO, El Cairo, 1977
- Les pyramides de Saqqarah, bibliothèque générale, IFAO, El Cairo, 5ª ed. 1977
- Con A. Shoucair, Saqqarah, la nécropole royale de Memphis, quarante siècles d’histoire, cent vingt-cinq ans de recherches, Tallandier, Paris, 1977
- Con Cyril Aldred, J.L. Cenival, F. Debono, Christiane Desroches Noblecourt, Jean Leclant et Jean Vercoutter, Le temps des pyramides, L'univers des formes, Gallimard, Paris, 1978
- À propos de l'invention de la pierre de taille par Imhotep pour la demeure d'éternité du roi Djoser, MGEM, IFAO, El Cairo, 1985
- Remarques sur l'époque possible du viol de la tombe de Khéops dans la Grande Pyramide, pp. 385-386, The Intellectual Heritage of Egypt, Ulrich Luft, Budapest, 1992
- Con Jean Leclant et Audran Labrousse, L'architecture des pyramides à textes, Saqqarah Nord, 2 vol., n°114, BdE, IFAO, El Cairo, 1996
- Con Audran Labrousse, Les complexes funéraires d'Ouserkaf et de Néferhétepès, n°130, 2 vol., BdE, IFAO, El Cairo, 2000

### Citas
1. ↑  Historia National Geographic en español, núm. 66, pág. 88
2. ↑  Dodson, pp. 85-86.
3. ↑  Dodson, p. 94.
4. ↑  Dodson, pp. 64-65.
5. ↑  Dodson, p. 95.
6. ↑  Dodson, p. 96.
7. ↑  Dodson, pp. 92-93.
8. ↑  Dodson, p. 78.
9. ↑  Dodson, pp. 49 y 74-75.
10. ↑  Baines, John y Malék, Jaromír (1980): Dioses, templos y faraones. Atlas cultural del Antiguo Egipto. – Folio, Barcelona, 2006, pp. 128 y 141. ISBN 84-413-2136-1
11. ↑  Damiano-Appia, Maurizio: Guía arqueológica de Egipto y Nubia. – Folio, Barcelona, 2005, pp. 151-152. ISBN 84-413-2132-9